# Fernand Coulibaly
Fernand Coulibaly, né le 1er août 1971 à Ségou, est un footballeur malien, évoluant au poste d'attaquant, qui commença sa carrière au Stade lavallois.

## Biographie

### Carrière de joueur
Né au Mali, Fernand Coulibaly arrive en France en 1980. Après un passage par le SC Abbeville, il intègre en 1986 le centre de formation du Stade lavallois, comme apprenti,. Meilleur buteur du championnat national cadets, il est rapidement naturalisé français. En mars 1988 il est retenu en équipe de France juniors B1 (moins de 16 ans) aux côtés de Zinédine Zidane. Peu après il fait ses débuts en première division, à 17 ans, face au Paris Saint-Germain. Il signe un contrat stagiaire en 1989.
En 1991 il est recruté par le Stade brestois, moyennant une indemnité de formation. Il ne dispute aucune rencontre officielle, le club étant interdit de recrutement. Après trois mois à ne participer qu'à des entraînement, il prend Pape Diouf comme agent, qui lui propose l'AS Saint-Étienne, où il joue avec l'équipe réserve en D3.
Il poursuit ensuite sa carrière en Arabie Saoudite, puis en Turquie, dans les équipes de Denizlispor, Gaziantepspor, Ankaragücü et de Denizlispor en Süper Lig.
Il fut membre de l'équipe du Mali de football lors de la Coupe d'Afrique des nations de football 1994 en Tunisie, marquant le premier but de son équipe lors du match d'ouverture.

### Après carrière
En octobre 2005, Coulibaly est emprisonné à la prison centrale de Bamako à la suite des problèmes de recouvrement des créances avec la Banque l'Habitat Mali.
En septembre 2021 il devient entraîneur de Turgutluspor en D3 turque.